# Ипатов, Павел Михайлович
Павел Михайлович Ипатов (30.08.1908 — ?) — советский учёный в области систем вентильного возбуждения синхронных машин, доктор технических наук, профессор, лауреат Государственной премии СССР (1967).
Родился 30.08.1908 в г. Рыбинск Ярославской губернии. Член КПСС с 1943 г.
Окончил Ленинградский институт инженеров железнодорожного транспорта (1936).
В 1941—1946 гг. в РККА, участник войны, капитан интендантской службы. Награждён орденом Красной Звезды, медалями «За оборону Советского Заполярья», «За победу над Германией в Великой Отечественной войне 1941—1945 гг.».
В 1948—1951 гг. учился в аспирантуре кафедры «Электрические машины» ЛЭТИ, которую окончил с защитой кандидатской диссертации на тему «Возбуждение синхронных генераторов при помощи электромашинных усилителей с поперечным полем».
С 1951 г. на заводе «Электросила»: старший инженер, затем начальник КБ гидрогенераторов. В 1957—1961 гг. начальник техотдела Управления электропромышленности Ленгорсовнархоза. В 1961—1962 гг. главный инженер завода «Электросила». В 1962—1964 гг. начальник отдела крупных электрических машин ВНИИэлектромаш.
В 1964 г. переведён в Госкомитет по электротехнике при Госплане СССР, в 1965—1972 гг. главный инженер Главэлектротяжмаша Министерства электротехнической промышленности СССР.
Доктор технических наук (1964), профессор (1965). Докторская диссертация:
- Некоторые вопросы теории и практики проектирования обмоток электрических машин : диссертация … доктора технических наук : 05.00.00. — Ленинград, 1964. — 260 с. : ил.

Лауреат Государственной премии СССР (1967) за участие в создании гидрогенераторов для Братской ГЭС.
Сочинения:
- Домбровский В. В., Еремеев А. С, Иванов Н. П., Ипатов П. М.и др. Проектирование гидрогенераторов. -М.-Л.: Энергия, 1965. 258 с., ил.
- Домбровский В. В., Детинко Ф. М., Еремеев А. С., Иванов Н. П., Ипатов П. М., Каплан М. Я., Пинский Г. Б. Проектирование гидрогенераторов. — том 2 — Л.: Энергия, 1968. — 364 с.
- Многоходовые обмотки якорей электрических машин постоянного тока [Текст] / Акад. наук СССР. Ин-т электромеханики Гос. ком. по электротехнике при Госплане СССР. — Москва ; Ленинград : Наука. [Ленингр. отд-ние], 1965. — 62 с. : черт.; 22 см.

Умер не раньше 1979 и не позже 1985 года.